# Lac Pistono
Le lac Pistono (en italien : Lago Pistono), également connue sous le nome de lac de Montalto (en italien : Lago di Montalto), est un lac du Canavais situé près d'Ivrée dans la commune de Montalto Dora au Piémont.

## Géographie
Le lac fait partie d'un ensemble de cinq lacs d'origine glaciale dont en font partie aussi le lacs Sirio, Nero, Campagna et San Michele. Le lac est alimenté par le Rio Montesino, qui recueille les eaux descendant de la pointe Montesino, tandis qu’à l’extrémité ouest se trouve un canal artificiel destiné à alimenter ce qui était autrefois le moulin du village. Le flux d’eau sortant est régulé par un petit barrage.
Tout le lac est entouré d’un itinéraire immergé dans la nature. Sur le côté nord, au sommet du mont Crovero, se dresse l’imposant château de Montalto Dora, qui se reflète dans les eaux du lac en contrebas.

## Parc archéologique
Grâce à une campagne de fouilles archéologiques menée par la Surintendance de l’archéologie, des beaux-arts et du paysage de Turin, les traces d’un village lacustre datant du Néolithique ont été mises au jour sur les rives du lac en juin 2003.
En 2005, un projet culturel et touristique est lancé, aboutissant en 2012 à l’inauguration d’un espace d’exposition accueillant les artefacts découverts lors des fouilles, suivi, en 2017, de l’ouverture d'un parc archéologique sur les rives du lac, où des structures néolithiques ont été reconstituées à l’échelle réelle.

## Galerie d'images

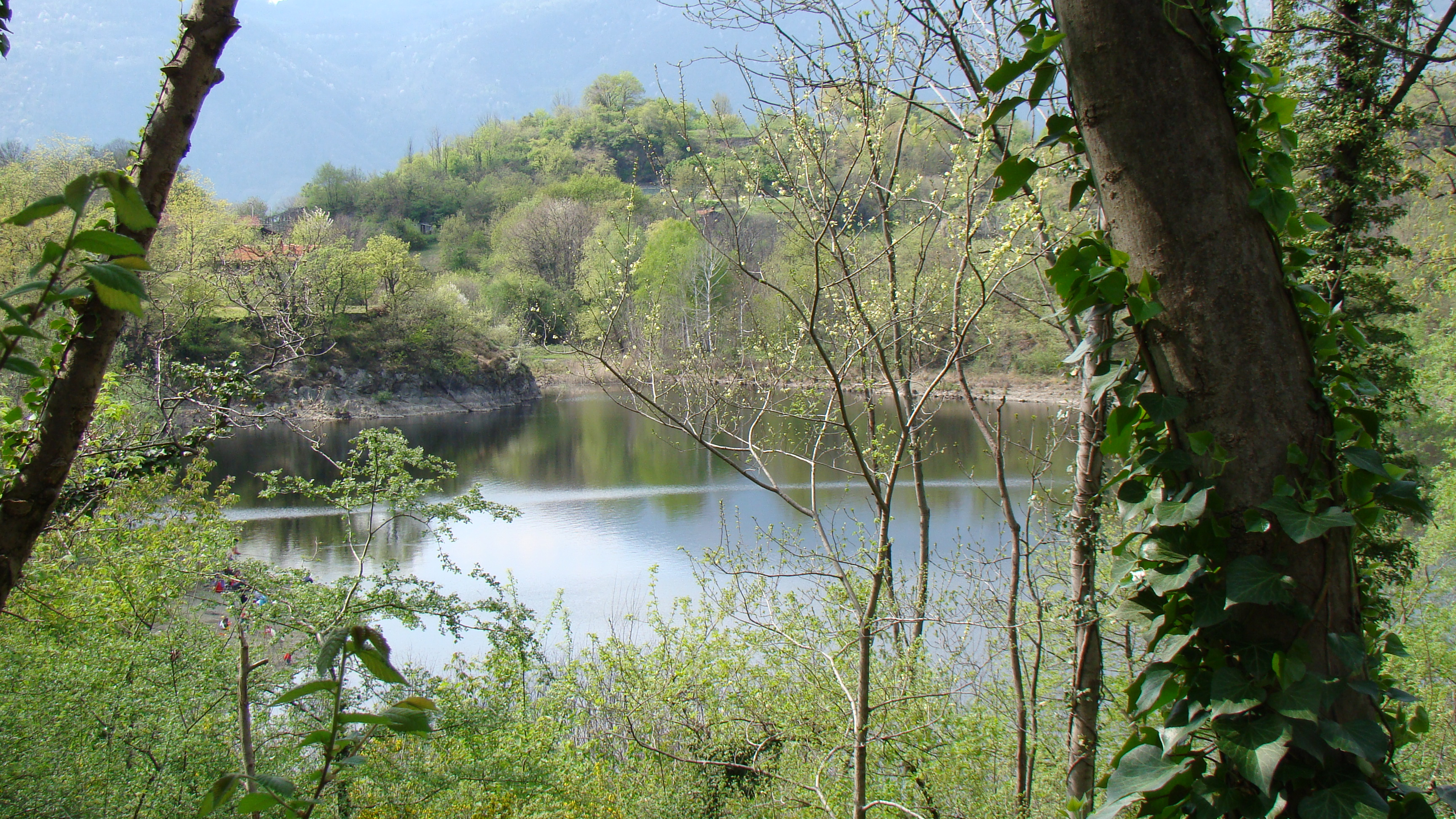
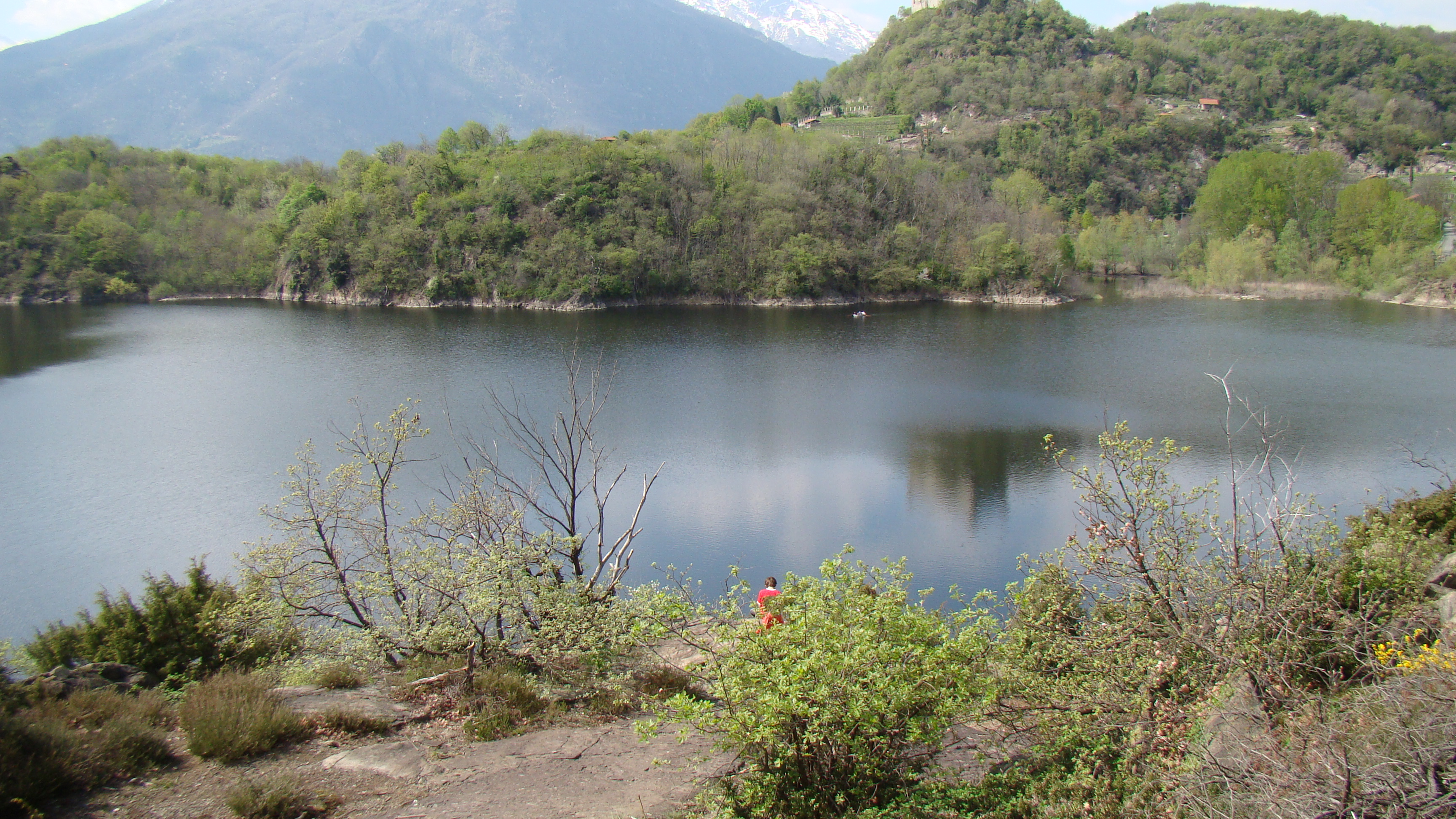
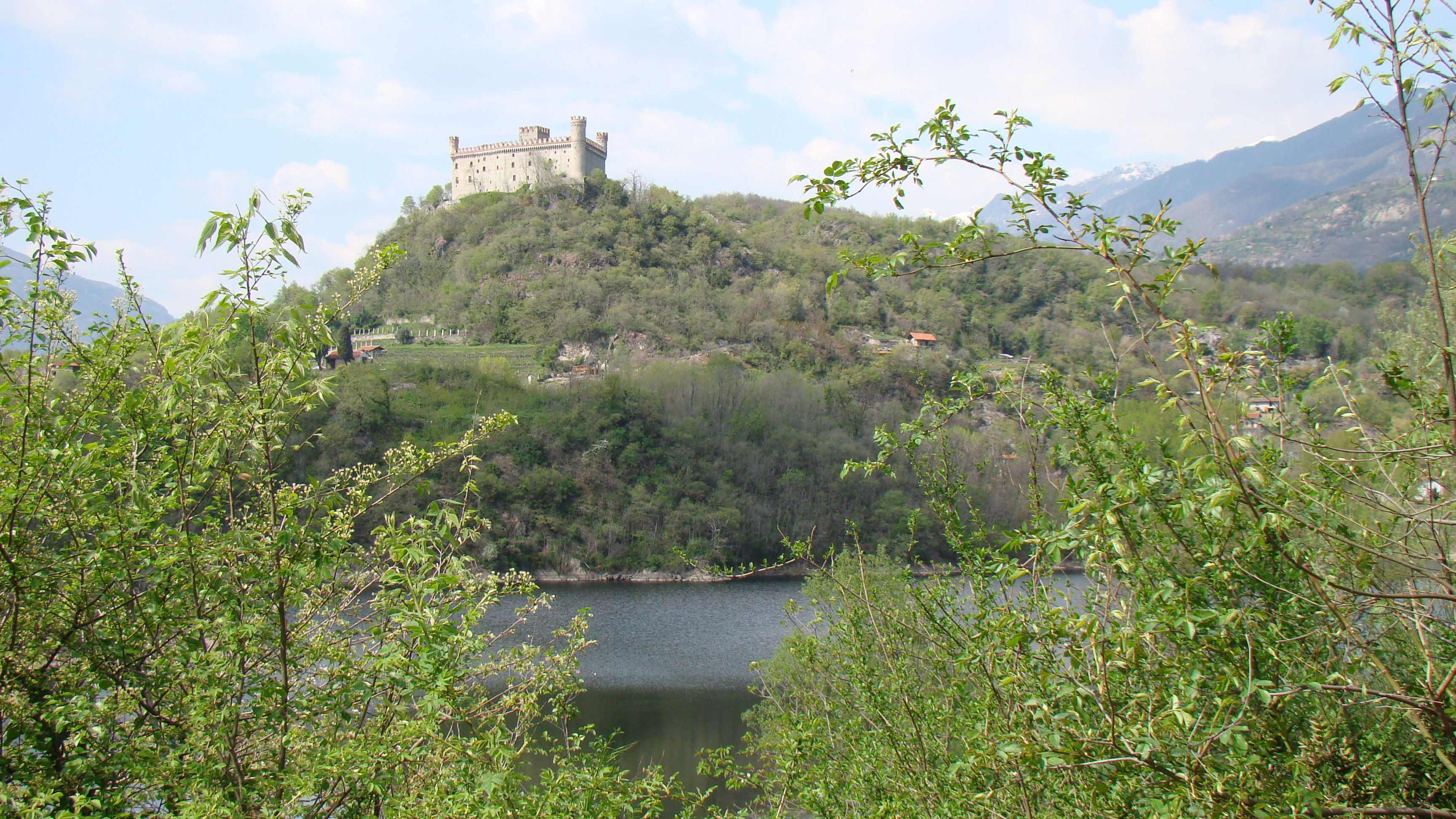